# アントワン・ライト
アントワン・ライト（Antoine Domonick Wright、1984年2月6日 - )はカリフォルニア州ウェストコビーナ出身の元バスケットボール選手。ポジションはシューティングガード、スモールフォワード。

## 経歴

### プロ入りまで
2002年、U-18アメリカ代表として、ベネズエラのマルガリータ島で行われたU-18バスケットボールアメリカ選手権に出場、銅メダルを獲得した。
2002年の高校卒業時、ESPNは彼を全米4位のプロスペクトと評価した。アリゾナ大学、メリーランド大学、コネティカット大学、ノースカロライナ大学、アリゾナ州立大学などからもリクルーティングされたが、最も早くから彼に注目していたテキサスA&M大学に進学した。
1年次には平均14.5得点、6.6リバウンド、1.3スティール、0.7ブロックショットビッグ・12・カンファレンスのフレッシュマン・オブ・ザ・イヤーに選ばれた。2年次チームはカンファレンス内の対戦で16戦全敗した。彼は28試合中26試合で先発出場しチームトップの平均13.5得点、シーズン通算で47本の3ポイントシュート、98ブロックショットをあげた。グランブリング州立大学戦では5本の3ポイントシュートを決めて自己最高の32得点、カンザス大学戦では24得点、自己ベストの12リバウンドをあげた。ヘッドコーチが解任されることになり、彼はこのシーズンを最後にNBAドラフトへのアーリーエントリーを検討したが、新ヘッドコーチとの面談でドラフト1巡で指名されるには1年顕著な成績をあげる必要があると説得され、大学に残った。
大学3年次には、カンファレンス内4位の平均17.8得点、全米トップの3ポイントシュート成功率44.7%の成績をあげた。コロラド大学戦では11本のフリースローすべてを決めて自己ベストタイの32得点、テキサス工科大学戦では8本中7本の3ポイントシュートを決めて29得点をあげた。こうした活躍から彼はAP通信によって大学初のオール・ビッグ・12・カンファレンスのファーストチームに選ばれた。チームはこの年NITトーナメントベスト4に進出、1982年以来となる好成績をあげた。シーズン終了後、彼は2005年のNBAドラフトにアーリーエントリーすることを決断した。
ドラフトでは1巡目15位でニュージャージー・ネッツから指名された。テキサスA&M大学からNBAドラフト指名されたのは彼が3人目であり、1巡目で指名されたのは1976年のソニー・パーカー以来のこと、またパーカーは全体17位指名であり、彼は同大学から最高位でNBAドラフト指名された選手となった（その後、2007年のNBAドラフトでエイシー・ローが全体11位で指名された。）。
初年度はチームメイトのヴィンス・カーター、リチャード・ジェファーソンの二人がいたこともあり、39試合出場、1試合平均わずか9.5分の出場、シュート成功率35%に止まる。
2年目の06-07シーズンはカーター、ジェファーソンの控えとしてローレンス・フランクヘッドコーチによるチームのローテーションに食い込み、63試合出場（ジェファーソンが足首の負傷で欠場したことなどにより、23試合に先発出場）を果たし、4.5得点、2.8リバウンドの成績を残し、成長の跡を残した。07-08シーズン序盤はキャリアハイとなる21得点をあげるなど好調のスタートを切ったが、その後はチーム成績と共に自身も調子を落とし、このシーズン中に行われたジェイソン・キッドを核とした大型トレードに組み込まれ、ダラス・マーベリックスへ移籍した。
2008年11月25日のインディアナ・ペイサーズ戦では39分出場し、自己ベストの24得点をあげた。
2009年7月9日、数チームがからんだトレードで、デヴィン・ジョージと共にトロント・ラプターズへ移籍した。
2010年7月23日、サクラメント・キングスと契約したが、同年11月29日、キングスからカットされた。その後12月31日、中国の江蘇ドラゴンズと契約した。
- 2021年10月7日、NBAの健康福祉給付制度で給付金を搾取したとして、ニューヨーク南部地区で、テレンス・ウィリアムス（英語版）、トニー・アレングレン・デイビス、シャノン・ブラウンら、元NBAプレーヤー17人と共に、保険金詐欺の罪で起訴された[5][6]。